# Commissione Schieder
La commissione Schieder prese il nome da Theodor Schieder, fu creata dal Ministero federale per gli sfollati, i rifugiati e le vittime di guerra, fu composta principalmente da noti storici, anche se dal passato nazista: pertanto, mentre nell'immediato dopoguerra la commissione era considerata composta da storici molto esperti, fu diversa la successiva valutazione dei suoi membri.
Gli storici stanno discutendo quanto siano affidabili i risultati proposti della commissione e in che misura siano stati influenzati dal punto di vista nazista e nazionalista: tali risultati furono raccolti nella pubblicazione Documenti sull'espulsione dei tedeschi dall'Europa centro-orientale, una raccolta di più volumi pubblicata da una commissione di storici della Germania occidentale tra il 1951 e il 1961 per documentare il trasferimento di popolazione tedesca dall'Europa centro-orientale avvenuto dopo la seconda guerra mondiale. Furono motivati dall'ideologia del Lebensraum, alcuni degli stessi storici svolsero un ruolo attivo in questi crimini di guerra. A causa della sua relativa franchezza, il volume finale fu soppresso per motivi politici e non fu mai terminato.

## Storia

### Lebensraum e Generalplan Ost

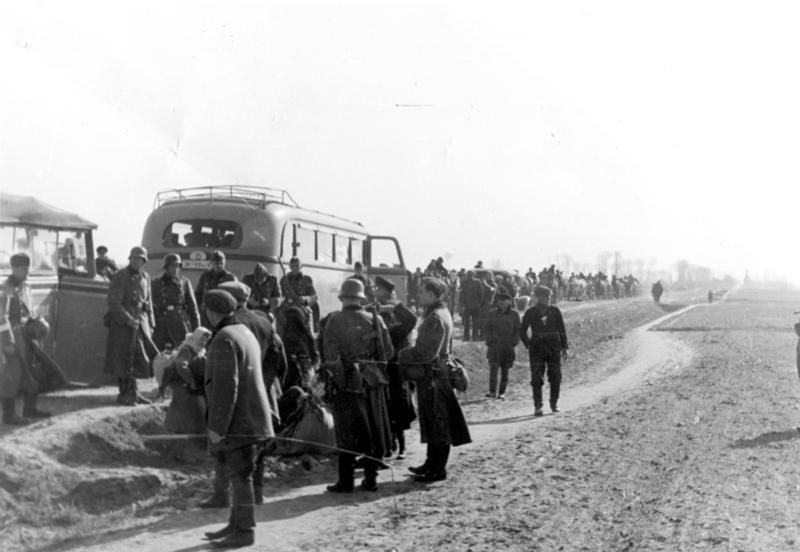
Espulsione di centinaia di migliaia di polacchi dal Reichsgau Wartheland (1939)

La Commissione Schieder non informò i lettori sull'attuazione del precedente concetto di Lebensraum: nel 1938 e nel 1939 la Germania nazista espanse il suo territorio molto a est, annettendo parti della Cecoslovacchia (Sudetenland) e della Polonia (Warthegau). Questo fu inteso solo come il primo passo verso l'istituzione della cosiddetta linea AA da Arkhangelsk ad Astrakhan (entrambe situate in Russia) come nuovo confine orientale della Germania.
Le regioni della Polonia furono germanizzate con la forza, la popolazione locale a maggioranza polacca fu soggetta sia ad esecuzioni di massa che ad omicidi, nonché espulsa verso altre regioni della Polonia; gli ebrei furono sistematicamente uccisi.
In alcuni casi gli storici tedeschi furono coinvolti nella determinazione del destino dei villaggi in base ai criteri razziali. Le minoranze etnicamente tedesche dell'estremo oriente e i coloni dell'interno del Reich nazista furono invitati a stabilirsi nelle aree annesse. Migliaia di bambini dei territori occupati furono rapiti ed esaminati secondo i criteri razziali. Coloro che alla fine furono considerati ariani ricevettero un nome tedesco e completamente germanizzati, ma la maggior parte furono mandati in orfanotrofi, morirono di malnutrizione o furono uccisi ad Auschwitz.

### Origini del progetto
Il progetto aveva le sue radici nelle iniziative avviate nelle zone di occupazione britanniche e americane che precedettero la fondazione della Germania occidentale nel 1951: all'epoca, i politici tedeschi si aspettavano che un trattato di pace avrebbe offerto la possibilità di una revisione del nuovo confine orientale della Germania.
Il progetto tedesco che doveva ritrarre i tedeschi come presunte vittime di sofferenze, in particolare causate dall'Armata Rossa, sperando di bilanciare le atrocità commesse dai nazisti e di conseguenza creare quella simpatia internazionale per le rivendicazioni territoriali tedesche nei confronti dei paesi vicini. Queste motivazioni furono pienamente sostenute da Schieder e dagli altri membri della commissione come Diestelkamp, i quali ritenevano che la Germania avesse perso un'occasione simile dopo la prima guerra mondiale e che un relativo progetto polacco necessitava di un contrappeso. A livello nazionale, la documentazione del destino delle persone espulse aveva lo scopo di sostenere la loro reintegrazione nella società della Germania occidentale.
Nell'immediato dopoguerra la commissione fu considerata composta da storici molto affermati. Il capo della commissione, Theodor Schieder, in precedenza fu strettamente associato alla politica di insediamento nazista nei paesi occupati dell'Europa orientale. Schieder a sua volta venne supervisionato da Theodor Oberländer (che scrisse anche l'introduzione ai lavori pubblicati della commissione), a capo del Ministero, che era stato collega di Schieder nell'Ostforschung nazista. Oberländer è considerato da alcuni storici, ad esempio Götz Aly, essere uno degli accademici che ha gettato le basi intellettuali per la Soluzione Finale.

## Membri della Commissione
La commissione fu guidata da Theodor Schieder, gli altri membri del consiglio furono Peter Rassow, Hans Rothfels, Rudolf Laun e Adolf Diestelkamp, morto nel 1953 e sostituito da Werner Conze. A parte l'esperto di diritto internazionale Laun e l'archivista Diestelkamp, tutti erano storici illustri. I membri non appartenenti al consiglio furono gli storici Hans Booms, Martin Broszat, Eckhart Franz, Kurt Kluxen, Hans-Ulrich Wehler e anche diversi cosiddetti "collezionisti" (di fonti).
La commissione fu creata nel 1951 da Hans Lukaschek, ex capo della propaganda tedesca durante il plebiscito dell'Alta Slesia dopo la prima guerra mondiale, noto per le sue opinioni anti-polacche, già ministro nella Germania occidentale dal 1949 al 1953. Lukaschek fu in precedenza un importante politico slesiano oltre che avvocato, responsabile della persecuzione degli insegnanti e degli alunni polacchi in quella regione, fu attivamente coinvolto nella resistenza antinazista e nel 1948 fu nominato vicepresidente dell'esercito britannico e della corte suprema delle zone statunitensi. Dopo la guerra, Lukaschek dichiarò alla stampa britannica che gli ex territori orientali, compresi quelli occupati della Cecoslovacchia, sarebbero tornati ad essere tedeschi.
Schieder scelse come membri della commissione individui come Werner Conze, che in precedenza aveva sostenuto la "degiudaizzazione" del territorio occupato dalla Germania nazista. Durante il periodo nazista in Germania, sia Conze che Schieder dedicarono la loro attenzione alla questione sulle politiche di insediamento nazista, incluso lo "spopolamento" della Polonia della sua popolazione ebraica. Schieder fu anche uno dei principali autori del documento intitolato Generalplan Ost che chiedeva la creazione del Lebensraum per i tedeschi nell'Europa orientale schiavizzando o facendo morire di fame gli slavi, e uccidendo tutti gli ebrei che vivevano nella regione.
Un altro appartenente fu Hans Rothfels. Rothfels, si oppose al regime nazista e fu costretto ad emigrare dalla Germania durante la seconda guerra mondiale, fu anche un nazionalista tedesco che nel periodo tra le due guerre sostenne il dominio tedesco dell'Europa orientale, rendendo quella popolazione come servi della gleba.
In quanto tali, secondo Hughes, i membri della commissione furono "consapevolmente impegnati in [...] attività propagandistiche al servizio del loro governo". Gli obiettivi propagandistici del governo tedesco dell'epoca furono di utilizzare il lavoro della commissione per mantenere aperta la questione dei territori perduti dalla Germania a seguito della seconda guerra mondiale. Adolf Diestelkamp espresse la speranza che il lavoro della commissione fosse un "fattore decisivo nella nostra lotta per riconquistare l'est tedesco", cioè i territori che la Germania cedette alla Polonia nel secondo dopoguerra.
La commissione fece molto affidamento sui gruppi di interesse, comprese le organizzazioni di espulsi, per raccogliere le loro fonti. Alcuni dei resoconti dei testimoni raccolti dalla commissione rifletterono la propaganda nazista.
Rothfels fu colui che aveva originariamente proposto Schieder come capo della redazione, essendo stato il suo insegnante dall'influenza intellettuale chiave durante il periodo nazista. Gli storici più giovani, come Martin Broszat (per le ricerche sulla Jugoslavia) e Hans-Ulrich Wehler (per la ricerca in Romania), che avrebbero poi rotto con la tradizione di Schieder e Conze, servirono come assistenti nella ricerca.
Nell'immediato dopoguerra la commissione fu considerata composta da storici molto affermati.

### Theodor Schieder
Theodor Schieder visse a Königsberg nella Prussia orientale dal 1934. Nel periodo tra le due guerre, Schieder fu noto come una persona appartenente ad un gruppo di storici conservatori con poca simpatia per la Repubblica di Weimar. Una volta che i nazisti presero il potere, Schieder diresse una centro dedicato allo studio della Prussia orientale e della prima guerra mondiale.
Secondo Robert Moeller, dopo il 1945 Schieder si limitò a trasferire le sue idee da una sconfitta tedesca allo studio di un'altra. Nel 1937 aderì lui stesso al partito nazista. Schieder sostenne con entusiasmo l'invasione della Polonia da parte di Hitler e scrisse anche degli articoli accademici sul ruolo della Germania come "forza dell'ordine" e "portatrice di una missione culturale unica", nell'Europa orientale. Durante la seconda guerra mondiale sostenne la "degiudaizzazione" dei territori occupati dalla Germania: come uno dei principali fautori del razzismo tedesco, sostenne il mantenimento della "purezza della razza" tedesca non mescolandosi con altri cittadini "inferiori". Lo scopo della ricerca di Schieder fu quello di giustificare la presunta supremazia tedesca sugli altri popoli. Fuggì da Königsberg quando l'Armata Rossa vi si avvicinò nel dicembre 1944.
Dopo la seconda guerra mondiale Schieder fu "denazificato" e mantenne pubblicamente il silenzio sul suo passato. Fu nominato per una cattedra di storia moderna all'Università di Colonia nel 1947, e negli anni '50 pubblicò una delle riviste storiche più note della Repubblica Federale Tedesca. Al contrario, la corrispondenza personale con Werner Conze durante questo periodo, rivelò che avevano ancora vecchi pregiudizi antisemiti.

### Werner Conze
Werner Conze fu uno studente del dottorato di Rothfels a Königsberg sotto i nazisti, dove affermò, con la sua ricerca, che i tedeschi avevano un ruolo positivo nello sviluppo dell'Europa orientale. Proprio come con quella di Schieder, l'obiettivo della sua ricerca era quello di giustificare la presunta supremazia tedesca sulle altre nazioni e il diritto a conquistare nuovi territori.
Con la presa del potere da parte dei nazisti, Conze, insieme a Schieder e Rothfels, contribuì a istituzionalizzare la ricerca etnica razziale nel Terzo Reich: si collegò anche alla propaganda nazista, scrivendo per il giornale "Jomsburg" pubblicato nel Terzo Reich dal Ministero dell'Interno del Reich.
Secondo lo storico tedesco Ingo Haar, "i nazisti si servirono di (questa) borsa di studio razzista, che si prestava volentieri". Mentre lavorava per lo spionaggio tedesco, nel 1936, Conze preparò un documento che ritraeva la Polonia come arretrata e bisognosa dell'ordine tedesco e che raccomandava l'esclusione degli ebrei dal sistema legale poiché Conze li considerava dei fuori legge. Negli ulteriori lavori pubblicati nel 1938, Conze continuò in modo simile, incolpando la mancanza di industria in Bielorussia sul "dominio ebraico".
Durante la guerra Conze combatté sul fronte orientale. Nel frattempo la sua famiglia fuggì a ovest. Alla fine della guerra Werner Conze finì in un campo di prigionia sovietico. Dopo la guerra, Conze si trasferì a Munster prima e poi a Heidelberg.

## Obiettivi e lavoro della Commissione

### Le espulsioni come una catastrofe della storia tedesca
Parte dell'obiettivo di Schieder fu di assicurarsi che le espulsioni fossero pensate come "uno degli eventi più importanti di tutta la storia europea e una delle più grandi catastrofi nello sviluppo del popolo tedesco". Cercò di assicurarsi che la pubblicazione dei documenti selezionati portasse alla luce gli eventi che secondo lui furono "per la maggior parte messi a tacere".
Il pubblico previsto dei risultati della commissione non era solo tedesco, in particolare i risultati furono indirizzati gli alleati che avevano in precedenza firmato l'accordo di Potsdam. A tal fine furono messi a disposizione, in traduzione in lingua inglese, dei sostanziali estratti dei cinque volumi pubblicati dalla commissione.

### Sostegno alla revisione degli insediamenti postbellici
Schieder e gli altri membri della commissione furono interessati a qualcosa di più della semplice simpatia per gli espulsi. Sperarono anche che il lavoro della commissione potesse aiutare a convincere gli alleati occidentali vittoriosi a rivedere la loro posizione riguardo ai confini orientali della Germania con la Polonia nel dopoguerra. In tal modo Schieder approvò i legami tra il lavoro degli storici e il desiderio della Repubblica Federale per la revisione del confine del dopoguerra, essendo pienamente convinto che tale risultato avrebbe superato il problema delle risposte richieste dall'Europa orientale.

### Contrastare le informazioni sulle atrocità commesse dalla Germania nazista
Un funzionario del Ministero aveva previsto l'uso del lavoro della commissione per contrastare la "falsa impressione, prodotta dalla propaganda dell'avversario" che le forze di occupazione naziste nell'Europa orientale "avessero violentato, derubato, terrorizzato e massacrato la popolazione fintanto che Hitler fosse stato al potere", che il funzionario sostenesse fosse stato presentato nei documenti del governo polacco. Le informazioni sulle atrocità naziste furono descritte dal Ministero come la "versione perversa della storia della guerra".

## Metodologia
La commissione raccolse e utilizzò un gran numero di fonti primarie, Schieder stesso voleva anche che i volumi prodotti includessero il presunto contesto politico degli eventi. Due dei cinque volumi, preparati da Broszat sulla Romania, e quello sulla Jugoslavia preparato da Wehler, inclusero una qualche forma di analisi della collaborazione dei tedeschi locali durante la guerra, sui piani nazisti e sulle atrocità dell'occupazione tedesca. Al centro del progetto ci furono i documenti preparati dalle organizzazioni degli espulsi, il governo tedesco, le testimonianze dettate in risposta alle domande dei funzionari dei gruppi di interesse degli espulsi regionali e i diari personali inizialmente scritti come retrospettiva per l'autore o la famiglia. Insieme i volumi contenevano 4300 pagine fittamente stampate.
Sebbene la commissione fosse consapevole del fatto che i resoconti in prima persona delle espulsioni fossero spesso inaffidabili, i membri credettero che fosse necessario utilizzarli nel loro lavoro, data la sfiducia sia verso le fonti naziste, sia verso le pubblicazioni dei governi comunisti del dopoguerra. L'uso delle testimonianze personali faceva parte dell'approccio della "storia moderna" sviluppato in precedenza da Rothfels e applicato dalla commissione. Sia Rothfels che Schieder furono preoccupati per l'accuratezza di questi resoconti. Di conseguenza, Rothfels ha insistito sul fatto che i documenti pertinenti fossero soggetti a "standard storici di misurazione" che caratterizzarono le altre ricerche storiche. Schieder ha insistito sulla considerazione che se un teste non fosse riuscito a superare le "procedure di test" ufficiali stabilite dalla commissione, sarebbe stato escluso definitivamente. In questo modo la commissione arrivò alla conclusione che i loro metodi "trasformano la memoria soggettiva in un fatto inattaccabile".

## Conclusioni della Commissione
I cinque volumi prodotti dalla commissione furono intitolati Dokumentation der Vertreibung der Deutschen aus Ost-Mitteleuropa (Documenti sulle espulsioni dei tedeschi dall'Europa centro-orientale). Il primo volume tratta dei territori ex tedeschi a est della linea Oder-Neisse, il secondo dell'Ungheria, il terzo della Romania, il quarto della Cecoslovacchia e il quinto della Jugoslavia. I volumi includevano un rapporto di sintesi, dei documenti ufficiali relativi alle espulsioni e una sezione con i resoconti dei testimoni oculari degli espulsi che vivevano nella Germania occidentale.
Nel 1953, Hans Lukaschek presentò il rapporto della commissione per gli ex territori tedeschi a est della linea Oder-Neisse, la Polonia prebellica e la Città Libera di Danzica. La commissione stimò 2484000 di morti di cui 500000 perdite nella Wehrmacht e 50000 vittime civili dei bombardamenti e circa 8000000 di espulsi dalla Polonia e dalla regione sovietica di Kaliningrad. Schieder calcolò una stima per l'intero territorio dell'Oder-Neisse di circa 2000000 di morti civili che includevano la fuga dei rifugiati in tempo di guerra, le espulsioni del dopoguerra e le morti durante i lavori forzati nell'Unione Sovietica. La commissione Schieder incluse i tedeschi reinsediati in Polonia durante la guerra nel conto della popolazione totale coinvolta nelle evacuazioni e nella fuga in tempo di guerra, ma la sua cifra di 2000000 di morti considerò solo la popolazione prebellica. Nel 1956 e nel 1957 la commissione pubblicò dei rapporti separati per Cecoslovacchia, Romania e Ungheria e nel 1961 la commissione pubblicò il suo rapporto finale sulla Jugoslavia. Tutti questi rapporti stimano un totale di circa 2300000 morti tra i civili e 1200000 espulsi dall'Europa centro-orientale.
Oltre alla commissione Schieder, l'ufficio federale di statistica tedesco, Statistisches Bundesamt, compilò un rapporto finale che analizzò i dati relativi alle perdite di popolazione dovute alle espulsioni. Lo storico tedesco Ingo Haar sostiene che, durante la Guerra Fredda, il governo della Germania occidentale fece pressioni politiche sullo Statistisches Bundesamtdi per spingere le loro cifre al rialzo per concordare con le cifre precedentemente pubblicate della commissione Schieder, che stimano 2300000 individui tra morti e dispersi. I rapporti interni della Germania occidentale disponibili all'epoca basati sui registri classificati del servizio di ricerca che rintracciavano le persone morte o disperse indicarono che vi furono circa 500000 morti confermate e 1900000 di casi irrisolti per la mancanza di materiale adeguato. I dati del servizio di ricerca furono archiviati e non furono divulgati pubblicamente fino al 1988: secondo Ingo Haar, ciò fu dovuto al timore che fossero "troppo esigui" e avrebbero portato a "conclusioni politicamente indesiderabili". Harr sottolinea che questi problemi furono sollevati con il governo della Germania occidentale, ma insistettero sul fatto che lo Statistisches Bundesamt corrispondesse alle cifre pubblicate dalla commissione Schieder.
Nel 1974 uno studio interno dell'Archivio federale tedesco ha rilevato circa 600000 morti, di cui 400000 nel territorio dell'Oder-Neisse, 130000 in Cecoslovacchia e 80000 in Jugoslavia. Lo studio ha escluso le perdite in Ungheria, Romania e dei tedeschi deportati in Unione Sovietica. Questo studio non fu rilasciato al pubblico fino al 1989.
Le stime di 2000000 di morti per le espulsioni furono criticate dai ricercatori successivi: secondo lo storico tedesco Rüdiger Overmans è possibile stabilire solo la morte di 500000 individui e non c'è nulla nella storiografia tedesca che possa spiegare gli altri 1500000 di morti. Overmans e Ingo Haar affermano che i decessi confermati risultano in un numero compreso tra 500000 e 600000 persone. Entrambi ritengono che siano necessarie ulteriori ricerche per determinare il destino degli ulteriori 1900000 civili stimati come dispersi. Sempre secondo Overmans, i decessi trovati dal servizio di ricerca e dagli archivi federali tedeschi si basarono su informazioni incomplete e non forniscono una risposta definitiva alle perdite nelle espulsioni. Allo stesso tempo, Overmans sostiene che ci sono più argomenti a favore della cifra inferiore di 500000 rispetto alla cifra ufficiale di 2000000, ritiene che siano necessarie delle ulteriori ricerche per determinare una cifra più accurata delle perdite. Ingo Haar ha affermato che tutte le stime ragionevoli delle morti per espulsioni sono comprese tra circa 500000 e 600000.
Secondo Rüdiger Overmans, i registri del servizio di ricerca della Croce Rossa tedesca elencano 473013 morti confermate e circa 1900000 di persone elencate come dispersi. Overmans sostiene che la cifra delle persone scomparse include i non tedeschi inclusi nella popolazione totale intervistata, le morti militari, le cifre degli espulsi viventi nella DDR e dei tedeschi etnici rimasti nell'Europa centro-orientale del dopoguerra, e per questo tali cifre non erano affidabili. Ingo Harr sostiene che le cifre dei morti per espulsione includono i bambini che non sono mai nati (a causa della minore fertilità in tempo di guerra), gli ebrei di lingua tedesca assassinati durante l'Olocausto e gli individui che furono assimilati alla popolazione locale dopo la guerra. Ha anche affermato che il numero di 2225000 dello Statistisches Bundesamt si basò su una metodologia statistica impropria e su dati incompleti, in particolare per quanto riguarda gli espulsi arrivati nella Germania dell'Est dopo la guerra.